# Przemysław Wojcieszek
Przemysław Wojcieszek est un réalisateur de cinéma polonais né à Jelcz-Miłoszyce (Basse-Silésie) le 18 mars 1974.

## Biographie
Przemysław Wojcieszek fait des études de polonais puis de journalisme à l'université Jagellonne de Cracovie. Il est le scénariste du film Poniedziałek  en 1998 avant de réaliser son premier film « Zabij ich wszystkich » (Tue-les tous) en 1999. Son deuxième film « Głośniej od bomb » (Plus fort que les bombes), le titre faisant référence à une chanson des Smiths, est un succès critique.
Depuis 2004, Przemysław  Wojcieszek s'implique aussi dans la direction de pièces de théâtre, en adaptant et dirigeant Made in Poland.

## Filmographie

### Réalisateur
- 1998 : Poniedziałek (pl)
- 1999 : Zabij ich wszystkich (pl)
- 2001 : Głośniej od bomb (pl)
- 2004 : W dół kolorowym wzgórzem (pl)
- 2005 : Doskonałe popołudnie (pl)
- 2010 : Made in Poland (pl)
- 2012 : Sekret
- 2014 : Jak całkowicie zniknąć

### Scénariste
- 1998 : Poniedziałek (pl)
- 1999 : Zabij ich wszystkich (pl)
- 2001 : Głośniej od bomb (pl)
- 2004 : W dół kolorowym wzgórzem (pl)
- 2005 : Doskonałe popołudnie (pl)
- 2010 : Made in Poland (pl)
- 2012 : Sekret
- 2014 : Jak całkowicie zniknąć